# Икедия, Пиус
Пи́ус Не́льсон Ике́дия (англ. Pius Nelson Ikedia; род. 11 июля 1980, Лагос, Нигерия) — нигерийский футболист, выступавший на позиции полузащитника. Играл в сборной Нигерии.

## Биография

### Клубная карьера
Футбольная карьера началась в маленьком клубе «Окин Оложа Вентурес», где он играл в 1996 году. Его команда завоевала 5 место в местной лиге и тем самым игрок привлёк внимание тренеров «Бендел Эсперанс». Играл вместе с Джулиусом Агаховой, хорошая игра в нигерийской лиге привлекла клуб «АСЕК Абиджан» из Кот-д’Ивуара. Он играл только в первой половине сезона.
Летом 1999 года перешёл в «Аякс» из Амстердама. В Эредивизии дебютировал 28 ноября против клуба АЗ (2:1). В сезоне 2003/04 играл в «Гронингене» на правах аренды. Позже играл в «Розендале» на правах аренды. После того как закончился контракт с «Аяксом» он покинул клуб и перешёл в АЗ. Летом 2006 года играл за «Валвейк» на правах аренды. Лето 2007 года перешёл в донецкий «Металлург», подписал трёхлетний контракт. В «Металлурге» играл под номером 44, но сыграл всего три матча и позже вернулся в «Розендал», где ранее уже выступал.

### Карьера в сборной
За сборную дебютировал в 17 лет, 7 августа 1997 года против сборной Камеруна (1:0). В 1999 году представлял сборную U-20 на молодёжном чемпионате в Нигерии. В 2002 году не играл из-за травмы на Кубке африканских наций. Играл во всех трёх играх на чемпионате мира 2002. В 2004 году играл во всех матчах на Кубке африканских наций.

## Статистика по сезонам
| Сезон    | Клуб                | Страна            | Лига                   | Матчи | Голы |
| -------- | ------------------- | ----------------- | ---------------------- | ----- | ---- |
| 1996     | Окин Оложа Вентурес | Флаг Нигерии      | Чемпионат Нигерии      | ?     | ?    |
| 1997     | Бендель Эсперанс    | Флаг Нигерии      | Чемпионат Нигерии      | ?     | ?    |
| 1998     | Бендель Эсперанс    | Флаг Нигерии      | Чемпионат Нигерии      | ?     | ?    |
| 1999     | АСЕК                | Флаг Кот-д’Ивуара | Чемпионат Кот-д’Ивуара | ?     | ?    |
| 1999/00  | Аякс                | Флаг Нидерландов  | Эредивизи              | 2     | 0    |
| 2000/01  | Аякс                | Флаг Нидерландов  | Эредивизи              | 13    | 0    |
| 2001/02  | Аякс                | Флаг Нидерландов  | Эредивизи              | 10    | 1    |
| 2002/03  | Гронинген           | Флаг Нидерландов  | Эредивизи              | 27    | 1    |
| 2003/04  | Розендал            | Флаг Нидерландов  | Эредивизи              | 27    | 1    |
| 2004/[05 | Розендал            | Флаг Нидерландов  | Эредивизи              | 12    | 4    |
| 2005/06  | АЗ                  | Флаг Нидерландов  | Эредивизи              | 12    | 1    |
| 2006/07  | Валвейк             | Флаг Нидерландов  | Эредивизи              | 23    | 2    |
| 2007/08  | Металлург Донецк    | Флаг Украины      | Высшая лига            | 3     | 0    |
| 2008/09  | Розендал            | Флаг Нидерландов  | Эредивизи              |       |      |